# Oued Rommane
Oued Rommane (franska: Oued Rommane (CR), Oued Rommane (Commune Rurale), arabiska: سيدي عبد الله الخياط) är en kommun i Marocko.   Den ligger i prefekturen Meknès och regionen Fès-Meknès, i den nordöstra delen av landet, 100 km öster om huvudstaden Rabat. Antalet invånare är 6 076.